# Artemio Huillca Galindo
Juan Artemio Huillca Galindo (* 20. Oktober 1923 in Huanta, Region Ayacucho, Peru; † 2008 in San Miguel, Lima) war ein peruanischer Lehrer, Schriftsteller und Dramatiker, der auf Chanka-Quechua und Spanisch schrieb. Bekannt wurde er vor allem durch das in den 1950er Jahren in Peru erfolgreiche Theaterstück Puka Walicha. Er gilt als der „am besten bekannte“ Dramatiker in Huanta in jenen Zeiten.

## Leben
Juan Artemio Huillca Galindo  wurde am 4. November 1924 in der Mutterkirche von Huanta an der Plaza de Armas getauft. Sein Vater war Lucio Huillca Pérez und seine Mutter María Galindo Barrera, die an einer Krankheit starb, als Juan zwei Jahre alt war. Seine älteren Geschwister waren Fortunata, Nicolás und Vidal. Die Familie war zweisprachig mit Spanisch und Chanka-Quechua. Als Juan ein Waisenkind war, kümmerte sich seine ältere Schwester Fortunata, auch Mamá Fortu genannt, um ihn und seine Geschwister. Ab März 1930 ging Artemio Huillca an die Schule „Centro Escolar de Varones N° 591“. Sein Lehrer war Félix Dolorier, und der Direktor der Schule war Luis E. Cavero Bendezú.
Artemio Huillca arbeitete im 1935 gegründeten Kulturzentrum Ayacucho (Centro Cultural Ayacucho) mit, das bis Ende der 1950er Jahre fast hundert Ausgaben der Zeitschrift Huamanga herausbrachte. 1950 erschien in dieser Zeitschrift das wichtigste Werk von Artemio Huillca, Puca Hualicha (in moderner Schreibung: Puka Walicha), ein Drama in vier Akten, das am 12. Oktober 1950 im Kino-Theater Untiveros in Huanta uraufgeführt wurde. Das Stück war erfolgreich und wurde auch außerhalb Huantas aufgeführt: In Ayacucho hatte es seine Erstaufführung im Januar 1951, in Huancayo im August 1952.
Artemio Huillca arbeitete als Lehrer an der Schule Escuela Normal Mixta in Huanta, heute Instituto de Educación Superior Pedagógico Público „José Salvador Cavero Ovalle“, und war vom 10. März 1966 an Direktor dieser Einrichtung.
Artemio Huillca Galindo starb 2008 im Alter von 84 Jahren in San Miguel (Lima).

## Werke

### Theater auf Quechua
- Juan Artemio Huillca Galindo: Puca Hualicha. Drama en 4 actos. En: Porfirio Meneses Lazón, Teodoro Liborio Meneses Morales, Víctor Rondinel Ruiz: Huanta en la cultura peruana: edición antológica bilingüe con una extensa selección de literatura quechua. Lima: Edit. Nueva Educación, 1974. 250 Seiten, S. 195–245.